# Kris Humphries
Kris Nathan Humphries (Minneapolis, 6 februari 1985) is een Amerikaans oud-basketballer.

## Biografie
Humphries was op jonge leeftijd een succesvol zwemmer. Hij heeft nog altijd het nationale record uit 1995 van de 50 meter vrije slag (27,71) voor jongens onder de 11. Op 12-jarige leeftijd stopte hij met zwemmen en begon hij met basketballen. Humphries behaalde meerdere prijzen gedurende zijn middelbareschooltijd. Hij speelde onder meer in het McDonald's All-American Team van 2003. Vanaf 2004 ging hij in de National Basketball Association (NBA) spelen. Hij speelde voor de basketbalteams Utah Jazz (2004-2006), Toronto Raptors (2006-2009), Dallas Mavericks (2009-2010) en Brooklyn Nets (2010-2013). Vanaf 2013 speelde hij voor het team Boston Celtics, om in 2014 de overstap te maken naar de Washington Wizards. In februari 2016 werd hij naar de Phoenix Suns gestuurd, waar zijn contract ontbonden werd. Op 1 maart tekende hij bij de Atlanta Hawks. Op 15 juli 2016 ontbond hij opnieuw zijn contract deze keer bij de Atlanta Hawks. Op 25 september 2017 tekende hij een nieuw contract bij de Philadelphia 76ers, maar werd afgewezen toen hij buiten de laatste selectie van het team viel.

### Privé
Humphries had sinds oktober 2010 een relatie met Kim Kardashian. Op 20 augustus 2011 trouwde het stel na een korte verlovingstijd. Na een huwelijk van 77 dagen werd aangekondigd dat Humphries en Kardashian zouden gaan scheiden. De scheiding werd definitief op 3 juni 2013.